# Flexeiras
Flexeiras é um município brasileiro do estado de Alagoas. Sua população estimada em 2004 era de 11.918 habitantes.

## História
Flexeiras, antigo distrito subordinado ao município de São Luís do Quitunde, foi elevado à categoria de município pela lei estadual nº 2216 de 28 de abril de 1961.

## Geografia
Situado na Microrregião da Mata Alagoana, que por sua vez faz parte da Mesorregião do Leste Alagoano, o município de Flexeiras faz divisa ao norte com Joaquim Gomes, a leste com São Luís do Quitunde, ao sul com Maceió, a sudoeste com Messias e a oeste com Murici.

## Economia
O lado econômico do município está ligado ao Fundo de Participação do Município), o plantio da cana-de-açúcar e a expansão da criação de bovinos.

## Acessos
Flexeiras está localizada na Zona da Mata Alagoana, no sentido norte do estado. O acesso a partir de Maceió é feito através das rodovias pavimentadas BR-104, BR-101 e AL-430, com percurso em torno de 61 quilômetros.